# Wükchamni
Wükchamni (Wiktsumne, Wüchamni, Wikchamni, Wikchomni).- pleme Yokuts Indijanaca, uže grupe Chukchansi, s rijeke Kaweah u području kod Lemon Covea u Kaliforniji. Wükchamni jezične pripadaju porodici Mariposan a služe se posebnim dijalektom yokut jezika. Ima ih nešto preživjelih na rezervatima u Kaliforniji. 